# 베트남국
베트남국(베트남어: Quốc gia Việt Nam 꾸옥 자 비엣남[*])은 1949년 6월 14일부터 1955년 10월 26일까지 베트남에 존재한 프랑스의 괴뢰국이었으며, 응우옌 왕조의 마지막 황제 바오다이를 국가 원수로 내세워 베트남의 정통 국가로서 베트남 민주공화국에 대항하였다. 그 이유로 바오 다이 정권이라고 불리기도 하였으며, 결국 응오딘지엠이 베트남국을 장악하여, 베트남 공화국을 수립함과 동시에 소멸하였다.

## 개요
제2차 세계 대전 후, 옛 프랑스령 인도차이나를 다시 식민지화 하려던 프랑스는 독립을 목표로 하는 베트남 민주공화국과의 전면적인 전쟁(인도차이나 전쟁)에 직면하여 장기화 국면에 빠져들었다. 프랑스는 사태 개선을 위해서 베트남 민주공화국의 호찌민 대신 베트남의 교섭 대표를 요구해 최종적으로 홍콩에 망명하고 있던 응우옌 왕조의 마지막 황제 바오다이를 베트남국의 원수로 옹립하기로 했다.
이 바오다이를 황제로 하는 베트남국 건국 움직임은 베트남 노동당 주도의 베트남 민주공화국에 반감을 가진 반공 지식인이나 반공 민족주의자, 응우옌 시대의 관리나 남부 베트남의 여러 종교 단체 등에서 지지를 얻게 되었다. 1948년 베트남의 여러 세력과 프랑스가 절충을 한 결과, 같은 해 5월 27일에 잠정 정부로서 베트남 임시 중앙정부를 설립했다. 그 후, 1949년 3월 바오다이는 프랑스-베트남 협정을 체결하여, 같은 해 6월 14일에 정식적 《베트남국》이 설립했다. 또 프랑스 의회와 코친차이나 공화국 의회가 자치를 전제로 해서 코친차이나 공화국의 베트남국 편입을 결의했기 때문에 베트남은 베트남국에 의해서 전 국토가 형식적으로 통일되게 되었다. 그러나 그것은 베트남이 두 개의 국가로 분열되는 것을 의미하였다.
1954년 제네바 협정에 의해 베트남이 남북으로 분할되고 나서 북위 17 도선의 남쪽을 통치하는 국가가 되었다. 동시에 바오다이의 후원자였던 프랑스도 베트남에서 철수했기 때문에, 1955년에 바오 다이는 원수의 자리를 응오딘지엠에게 넘겨주게 된다. 같은 해 베트남 공화국이 수립되자 동시에 베트남국은 소멸하였다.

## 정치

### 베트남 임시 중앙 정부 (1948 ~ 1949년)
1948년 5월 27일 코친차이나 공화국의 대통령 르반 호아와 총리 응우옌반쑤언은 프랑스와 미국 등의 동의 하에 베트남 임시 중앙 정부를 세우고 코친차이나 공화국과 베트남국 임시정부(베트남 중부 지역)에 대한 통일을 선언하였다. 중앙 임시 정부의 지도자는 코친차이나의 총리였던 응우옌반쑤언을 선발했다.

### 베트남국 (1949년 ~ 1955년)
1949년 6월 14일 프랑스 등의 후원하에 정식으로 베트남국이 건국하면서 바오다이(마지막 황제)가 잠시 국가원수와 총리직을 겸임했다. 그 뒤 바오다이는 총리직을 응우옌판롱에게 넘긴 뒤 국가원수직만 수행하였다. 55년 4월 30일 응오딘지엠이 국가원수가 되었으며 1955년 10월 26일 베트남 공화국이 정식 발족되면서 응오딘지엠이 공화국의 첫 대통령으로 선출되었다.

### 수상 (1948년 ~ 1955년)
| 대수   | 이름                                                            | 초상 | 임기 시작       | 임기 종료        | 정당                           |  |
| ------ | --------------------------------------------------------------- | ---- | --------------- | ---------------- | ------------------------------ |  |
| (임시) | 응우옌반쑤언(베트남어: Nguyễn Văn Xuân / 阮文春 완문춘)         |      | 1948년 5월 27일 | 1949년 6월 14일  | 베트남국 임시 중앙정부 대통령  |  |
| 1      | 응우옌푹티엔(베트남어: Nguyễn Phúc Thiển / 阮福晪 완복전)       |      | 1949년 6월 14일 | 1950년 1월 21일  | 베트남의 마지막 군주           |  |
| 2      | 응우옌판롱(베트남어: Nguyen Phan Long / 阮攀龍 완반룡)          |      | 1950년 1월 21일 | 1950년 4월 26일  |                                |  |
| 3      | 쩐반후(베트남어: Tran Van Huu / 陈文友 진문우)                  |      | 1950년 4월 27일 | 1952년 6월 6일   |                                |  |
| 4      | 응우옌반탐(베트남어: Nguyen Van Tam / 阮文心 완문심)            |      | 1952년 6월 6일  | 1953년 12월 17일 |                                |  |
| 5      | 응우옌푹부록(베트남어: Nguyen Phuc Buu Loc / 阮福宝禄 완복보록) |      | 1954년 1월 11일 | 1954년 5월 16일  |                                |  |
| (대리) | 판후이콱(베트남어: Phan Huy Quat / 潘輝括 반휘활)               |      | 1954년 1월 12일 | 1954년 6월 16일  |                                |  |
| 6      | 응오딘지엠(베트남어: Ngô Ðình Diệm / 吳廷琰 오정염)             |      | 1954년 6월 16일 | 1955년 10월 26일 | 인민노동혁명당(人民勞動革命黨) |  |

## 같이 보기
- 남베트남
- 베트남의 역사
- 제1차 인도차이나 전쟁
- 코친차이나
- 베트남 전쟁